# Боб Гуччіоне
Ро́берт Ча́рльз Джо́зеф Е́двард Сабаті́ні «Боб» Гуччіо́не (англ. Robert Charles Joseph Edward Sabatini ‘Bob’ Guccione; 17 грудня 1930, Нью-Йорк, США — 20 жовтня 2010, Плано, Техас, США) — засновник журналу для чоловіків «Пентгауз».

## Життєпис
Гуччіоне народився в 1930 році в Брукліні, Нью-Йорк, у сім'ї вихідців з Сицилії. Він виховувався у католицькій вірі і навіть збирався стати священиком, про що зізнавався в пізніших інтерв'ю. Проте замість цього кинув дружину і дитину, виїхав до Європи, де заробляв на життя живописом і фотографією, не маючи постійного заробітку.
Перший номер журналу Penthouse вийшов у Великій Британії в 1965 році. Роберт одразу, практично з першого випуску, зумів здійняти шум навколо свого видання. Справи пішли вгору, і у 1969 році журнал почали видавати в США. На сторінках «Пентгаузу», який став «бруднішою версією „Плейбою“», читачі вперше побачили повністю оголені тіла і статеві органи. У період створення журналу Гуччіоне був обмежений у коштах настільки, що сам фотографував оголених моделей і поміщав їх на розвороті під назвою «Кішечка місяця» (Pet of the Month).
Пік успіху Penthouse припав на 1970-і роки, і до 1982 року Гуччіоне, за версією аналітиків «Форбс», був власником капіталу в $400 млн. За допомогою отриманих ресурсів Гуччіоне демонстрував широту своїх інтересів і видавав інші журнали. І якщо видання Viva з точки зору тематики було близьким до Penthouse, але орієнтувалося на жіночу аудиторію, то, наприклад, журнал Omni (закритий 1998 року) був присвячений науковій фантастиці.
Гуччіоне, який не зовсім відбувся як художник, продовжував цікавитися мистецтвом. У період розквіту Penthouse він зібрав відмінну колекцію, до якої, зокрема, входили роботи Далі, Ренуара і Пікассо.
Але ряд невдалих інвестицій, таких як заснування казино в Атлантик-Сіті і вкладення грошей у голлівудський фільм «Калігула» 1979 року, призвели Гуччіоне до фінансового краху, втрати квартири на Мангеттені і колекції картин художників-імпресіоністів. В епоху інтернету та відео популярність журналу пішла на спад. Банкрутство компанії General Media Inc., що видавала Penthouse і 85% акцій якої належало Гуччіоне, було зафіксовано в 2003 році. Станом на 2010 цей журнал, а також низку так званих «сайтів для дорослих», випускала корпорація FriendFinder Networks, від 2016 року — Penthouse Global Media.
Боб Гуччіоне помер від раку легень у лікарні передмістя Далласа, штат Техас, у віці 79 років. Протягом життя він був одружений чотири рази і залишив після себе п'ятьох дітей.